# Fedderingen
Fedderingen ist eine Gemeinde im Norden des Kreises Dithmarschen in Schleswig-Holstein.

## Geografie

### Geografische Lage
Das Dorf Fedderingen liegt 10 km nördlich der Kreisstadt Heide, 2 km westlich von Hennstedt und 5 km südlich der Eider.

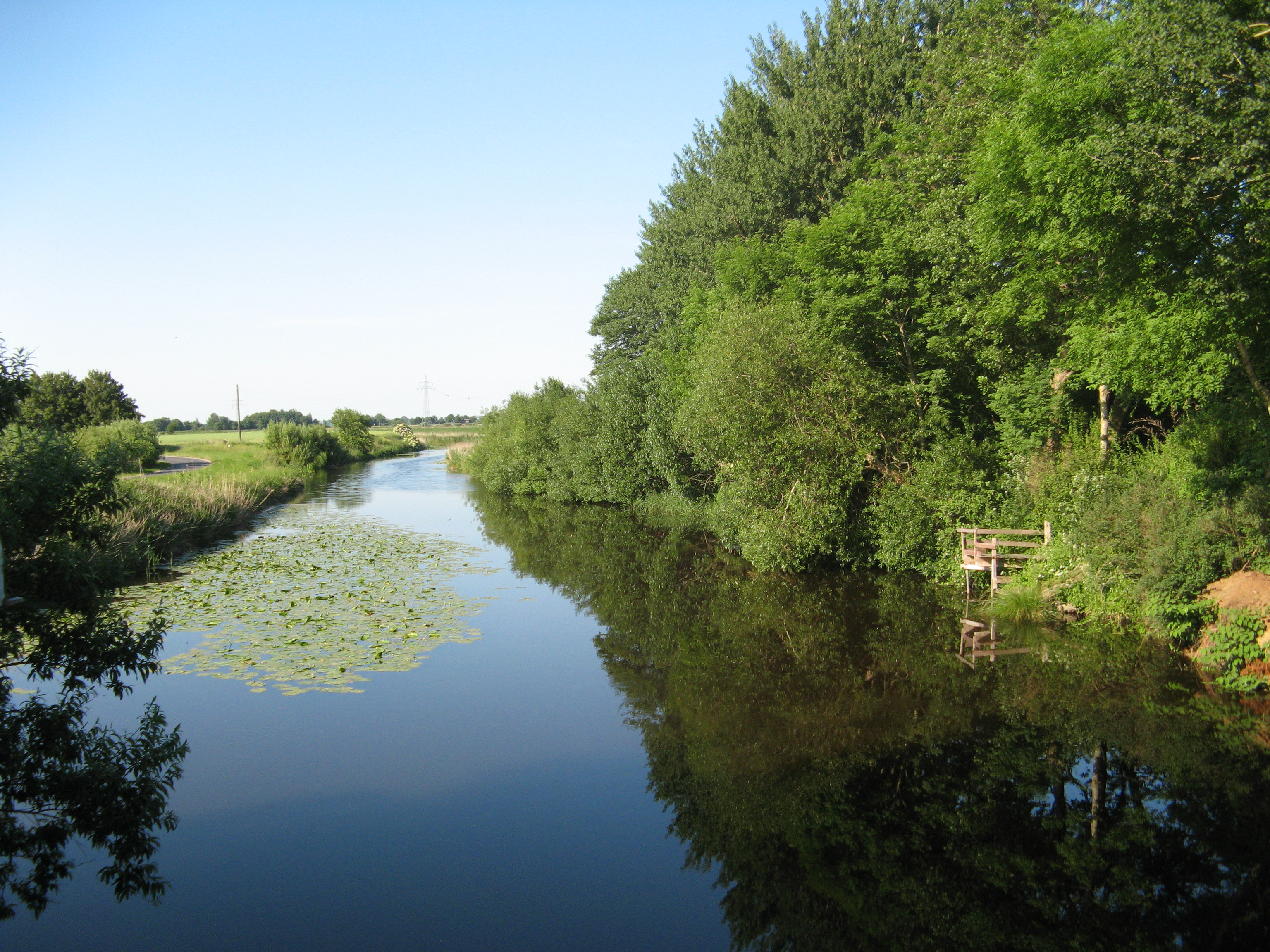
Broklandsau bei Dammbrück-Fedderingen

### Geologie
Fedderingen befindet sich an der Westkante der Heide-Itzehoer Geest. Das Fedderinger Moor ist Teil der Lundener Niederung, einem großen Niederungsgebiet innerhalb der Eider-Treene-Niederung. Die westlich gelegene Broklandsau mündet in die Eider.

### Nachbargemeinden
Nachbargemeinden sind im Uhrzeigersinn im Norden beginnend die Gemeinden Schlichting, Kleve, Hennstedt, Süderheistedt (Exklave Hägen), Stelle-Wittenwurth, Rehm-Flehde-Bargen und Wiemerstedt (alle im Kreis Dithmarschen).

### Gemeindegliederung
Die Gemeinde besteht aus dem Dorf Fedderingen und den Ortsteilen Hochfeld, Dammbrück und Manecker.

## Geschichte

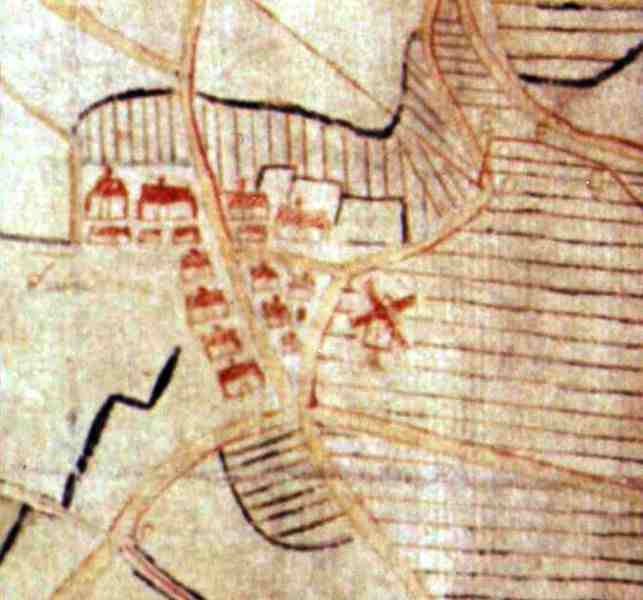
Lageplan von Fedderingen (1780)

Nachdem Dithmarschen 1559 infolge der Letzten Fehde seine Unabhängigkeit verloren hatte, fiel Fedderingen an den Herzog Johann II. Nach dessen Tode wurde Fedderingen eine zu Süderdithmarschen gehörende Exklave, da der dänische König es sich als Reisestation vorbehalten hatte.

### Gemeindevertretung
Bei der Kommunalwahl am 14. Mai 2023 wurden insgesamt neun Sitze vergeben. Diese fielen erneut alle an die Wählergemeinschaft Fedderingen. Die Wahlbeteiligung betrug 59,6 %.

## Wirtschaft und Infrastruktur

### Wirtschaft
Im Jahr 2022 erzielte Fedderingen Einnahmen aus der Gewerbesteuer in Höhe von 241 Tausend Euro. Mit einem Gewerbesteuerhebesatz von 310 % liegt die Gemeinde unter dem durchschnittlichen Gewerbesteuerhebesatz Deutschlands. Dieser beträgt 407 % (Stand: 2023).

### Tourismus
Die Niederungslandschaft um Fedderingen bietet Möglichkeiten für ausgedehnte Wanderungen, Fahrradtouren und Reitausflüge. Die Broklandsau bietet Gelegenheit zum Baden, Angeln und für Kanufahrten.

### Verkehr
Fedderingen liegt an der Kreisstraße 76. Die nächstgelegenen Bahnhöfe sind Heide und Lunden. Eine Buslinie verbindet Fedderingen mit der Kreisstadt Heide.

### Öffentliche Einrichtungen
Die Gemeinde Fedderingen betreibt gemeinsam mit der Gemeinde Wiemerstedt eine Freiwillige Feuerwehr.

## Persönlichkeiten

### In Fedderingen geboren
- Hans Reimer Claussen (* 23. Februar 1804 in Fedderingen; † 14. März 1894 in Davenport), ein deutscher Politiker in Holstein und später US-amerikanischer Senator

### Mit Fedderingen verbunden
- Heinrich Giesebert (1604–nach 1677), deutscher Rechtsgelehrter